# Тиморская народная демократическая ассоциация

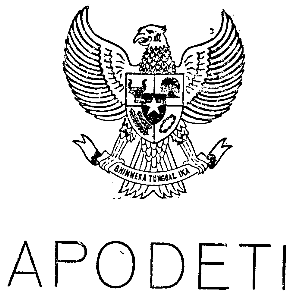
Эмблема АПОДЕТИ (1974)

Тиморская народная демократическая ассоциация (порт. Associação Popular Democratica Timorense), известна как APODETI (индон. Partai Apodeti), в русском написании АПОДЕТИ — восточнотиморская правая политическая партия, выступала за присоединение Восточного Тимора к Индонезии, поддерживала оккупационный режим. В независимом Тимор-Леште перешла на либеральные позиции, во второй половине 2000-х прекратила активную деятельность.

## Контекст деколонизации
После Революции гвоздик 25 апреля 1974 года новые власти Португалии начали процесс предоставления независимости португальским колониям. Деколонизация коснулась и Португальского Тимора. Наибольшей поддержкой населения пользовалось леворадикальное марксистское движение ФРЕТИЛИН, выступавшее за ускоренное обретение независимости.
Однако заметная часть восточнотиморского общества выступала против такой перспективы. Некоторые представители консервативных кругов, племенной аристократии, немногочисленной мусульманской общины выступали за присоединение к Индонезии. Их интересы выразила партия АПОДЕТИ, учреждённая 27 мая 1974 года. В её создании участвовала индонезийская военная разведка и служба спецопераций Opsus, возглавляемая генералом Али Муртопо.

## Руководство, цели, сторонники
Первоначально организация называлась Ассоциация за интеграцию Тимора в Индонезию (порт. Associacao para Integracao de Timor na Indonesia). Вскоре название было сменено на более приемлемое для большинства населения — Тиморская народная демократическая ассоциация (порт. Associação Popular Democratica Timorense). При этом сохранилась аббревиатура APODETI (АПОДЕТИ).
Учредителями выступили 36 человек. По социальному статусу они являлись зажиточными фермерами, плантаторами, коммерсантами либо административными служащими. Практически все имели деловые связи с Индонезией и были заинтересованы в их укреплении. Некоторые давно конфликтовали с португальскими колониальными властями. Политически ориентировались на правые антикоммунистические силы и симпатизировали индонезийскому режиму Сухарто.
Первый председатель АПОДЕТИ Арналду душ Рейш Араужо был фермером-скотоводом. Он был известен тем, что во время японского вторжения 1942 принял сторону японцев. Его заместитель Эрменегилдо Мартинш владел кофейной плантацией. Генеральный секретарь Жозе Фернанду Озориу Суареш работал учителем и был одним из основателей Тиморской социал-демократической ассоциации. Его брат и преемник на партийном посту Абилиу Жозе Озориу Суареш служил в португальских колониальных войсках. Гильерме Гонсалвиш представлял традиционную аристократию кемаков. Фредерико Алмейда Сантуш Кошта был таможенным служащим. Абел да Кошта Белу участвовал в антипортугальском восстании 1959, был выслан в Анголу.
АПОДЕТИ настаивала на присоединении Восточного Тимора к Индонезии. Эта позиция обосновывалась тезисом об экономической неспособности региона к самостоятельному развитию, а также жёстким отвержением прокоммунистических установок тогдашнего ФРЕТИЛИН. Формально партия выступала за религиозное и расовое равноправие. Реально в пропаганде АПОДЕТИ прослеживались антикатолические мотивы и неприязнь к тиморцам европейского происхождения. В целом партийная доктрина характеризовалась как консервативно-популистская.
Внутри партии существовали некоторые разногласия относительно путей воссоединения с Индонезией. Эти различия олицетворяли братья Озориу Суареш: Жозе Фернанду был сторонником убеждения и культурной интеграции, Абилиу Жозе делал ставку на силовые методы.
Социальной базой АПОДЕТИ являлись мусульмане, жители районов, граничащих с индонезийским Западным Тимором, и округа Эрмера, частично — консервативно настроенные тиморцы и племенные вожди.

## Слабость общественной поддержки
Деколонизация Восточного Тимора была воспринята режимом Сухарто как удобный момент для аннексии. Проект генерала Али Муртопо заключался в том, чтобы создать в Восточном Тиморе массовое движение за воссоединение. Ключевая роль здесь отводилась партии АПОДЕТИ.
Однако этот план не удалось претворить в жизнь. Поддержка АПОДЕТИ была крайне незначительной. Это объяснялось конфессиональными и политическими причинами. Подавляющее большинство населения Восточного Тимора — католики, не желавшие установления индонезийской власти. Связь же АПОДЕТИ с Джакартой была совершенно очевидна.

Излюбленной тактикой АПОДЕТИ было запугивание. Распространялись слухи, будто с индонезийских военных кораблей уже высаживаются войска, и что каждый противник интеграции будет ликвидирован. Слухами кампания не ограничивалась. АПОДЕТИ начала вербовать тиморцев вдоль границы с индонезийским Западным Тимором для прохождения военной подготовки в Атамбуа. Они сжигали дома, убивали, принуждали людей переезжать в Западный Тимор.

Жозе Рамуш-Орта

Позиции АПОДЕТИ несколько укрепились после того, как другая правая партия — Тиморский демократический союз (УДТ) — порвал коалицию с ФРЕТИЛИН и вступил в альянс с АПОДЕТИ.

## На стороне оккупации

### Декларация Балибо
28 ноября 1975 года ФРЕТИЛИН провозгласил независимость Народно-Демократической Республики Восточный Тимор. Через день представители АПОДЕТИ и УДТ выступили с Декларацией Балибо о воссоединении Восточного Тимора с Индонезией. Документ именуется по названию восточнотиморской деревни Балибо, в которой, по официальной версии состоялось его подписание. Однако в реальности авторы находились на индонезийской военной базе на острове Бали. Поэтому сторонники независимости называют декларацию «балийской».

Португальский Тимор интегрируется в Индонезию. Интеграция является самым сильным выражением чувств народа Португальского Тимора. Призываем правительство и народ Индонезии принять необходимые меры для защиты жизни тех, кто считает себя частью индонезийской нации и с молчаливого согласия правительства Португалии подвергается террору фашистов ФРЕТИЛИН.

Декларация Балибо

От АПОДЕТИ декларацию подписали Гильерме Гонсалвиш и Алешандрину Борромеу, от УДТ — Франсишку Шавьер Лопеш да Круш и Домингуш Оливейра. К ним присоединились Жоау Мартинш  от монархической конфедерации племенных вождей и Домингуш Перейра от Партии труда.

### В системе оккупационных властей
7 декабря 1975 началось вторжение индонезийских войск, завершившееся оккупацией Восточного Тимора. Вооружённые формирования АПОДЕТИ и УДТ активно поддержали индонезийцев 17 декабря была сформирована администрация, которую возглавил председатель АПОДЕТИ Арналду душ Рейш Араужо. С 1976 года Араужо — первый губернатор Восточного Тимора как 27-й провинции Индонезии. В 1978 его сменил Гильерме Гонсалвиш. Последним индонезийским губернатором Восточного Тимора (1992—1999) был Абилиу Жозе Озориу Суареш.
В период оккупации представители АПОДЕТИ занимали, наряду с губернаторским, ряд постов в провинциальной администрации. Однако партия воспринималась населением как коллаборационистская организация и не пользовалась популярностью. Лидеры АПОДЕТИ появлялись публично только под усиленной охраной индонезийских военных. Группа членов АПОДЕТИ проходила в Индонезии военное обучение для борьбы с партизанами ФРЕТИЛИН. В июне 1976 боевиками ФРЕТИЛИН был расстрелян Жозе Фернанду Озориу Суареш.
Большую часть оккупационного периода представители АПОДЕТИ не имели реального политического влияния в системе индонезийской власти, лишь транслируя указания из Джакарты. Но в последние годы оккупации они старались смягчать политику оккупационных властей, обеспечивать интересы восточнотиморского населения. Это сторону их деятельности отмечали представители ФРЕТИЛИН.

## Независимость и эволюция
В мае 1998 года произошла смена режима в Индонезии. Под давлением массовых протестов ушёл в отставку президент Сухарто. Новое правительство Хабиби пошло на политическую либерализацию и согласилось на самоопределение Восточного Тимора.
На референдуме 30 августа 1999 значительная часть избирателей высказалось против пребывания Восточного Тимора в составе Индонезии, даже при широкой автономии. 20 мая 2002 года была провозглашена независимость Восточного Тимора. Правительство сформировала партия ФРЕТИЛИН, к тому времени эволюционировавшая к социал-демократии.
АПОДЕТИ продолжала выступать за единство с Индонезией, призывала соответственным образом голосовать на референдуме. В независимом Тимор-Леште партия изменила позицию. АПОДЕТИ признала государственный суверенитет Восточного Тимора, хотя по-прежнему настаивала на сохранении тесных связей с Индонезией. Партия эволюционировала к либерализму: выступала за многопартийную демократию, рыночную экономику, соблюдение прав человека, подтвердила согласие на официальный статус португальского языка, предлагала сотрудничество не только с Индонезией, но также с Австралией и с португалоязычными странами.
Однако партия продолжала восприниматься в обществе как индонезийское лобби. На парламентских выборах 2001 года за АПОДЕТИ проголосовал лишь 2181 избиратель — 0,6 %. Это не дало ни одного депутатского мандата. В выборах 2007 года партия не участвовала. Организованная партийная деятельность практически прекратилась. Однако группы сторонников АПОДЕТИ рассматриваются в Восточном Тиморе как носители индонезийского языка и культуры.
Последним председателем АПОДЕТИ был Фредерико Алмейда Сантуш Кошта, его заместителем — Лаурентину Домингуш Луиш ди Гужмау, генеральным секретарём — Жоау Баптиста душ Сантуш.

## Рецидивы традиции
В 1999 году Восточный Тимор вновь был охвачен массовым насилием. Проиндонезийские боевики Aitarak во главе с Эурику Гутерришем терроризировали сторонников независимости, совершали массовые убийства. Некоторые комментаторы характеризовали их как «наследников АПОДЕТИ».
Абилиу Жозе Озориу Суареш — на тот момент губернатор Восточного Тимора — был одним из организаторов насилия, открыто призывал к убийствам сторонников независимости. В 2002 году приговорён к трём годам тюрьмы за причастность к кровопролитию, однако впоследствии оправдан. Активист АПОДЕТИ Домингуш Соареш — в то время глава администрации Дили, зять Арналду душ Рейша Араужо — играл видную роль в организации, финансировании и руководстве проиндонезийскими ворружёнными формированиями.